# Anaea threnodion
Anaea threnodion är en fjärilsart som beskrevs av Rudolf Bargmann 1929. Anaea threnodion ingår i släktet Anaea och familjen praktfjärilar. Inga underarter finns listade i Catalogue of Life.